# Реза Шекарі
Реза Шекарі Кезел Кая (перс. رضا شکاری قزلقيه‎‎; нар. 31 травня 1998, Тегеран, Іран) — іранський футболіст, атакувальний півзахисник клубу «Трактор Сазі».

## Клубна кар'єра

### «Зоб Ахан»
Влітку 2015 року підписав 3-річний контракт з представником Про-ліги Перської затоки «Зоб Ахан». Дебютував за команду в поєдинку 2-го туру Про-ліги 2015/16 проти «Сепахана», замінивши Мехді Раджабзаде. Першим голом у дорослому футболі відзначився 4 листопада 2015 року в переможному (2:0) поєдинку кубку Хазфі проти «Персеполіса».
У травні 2016 року, після вдалого для себе зону, відправився на 1-тижневий перегляд до швейцарського «Базеля».

### «Рубін» (Казань)
У середині лютого 2017 року з'явилася інформація про інтерес до футболіста з боку «Ростова».
31 серпня 2017 року підписав контракт з представником російської Прем'єр-ліги «Рубін» (Казань), приєднавшись до співвітчизника Сардара Азмуна. Спочатку виступав за молодіжну команду казанців. Дебютував у Прем'єр-лізі Росії 7 квітня 2018 року в поєдинку проти грозненського «Ахмата».

### «Трактор»
9 липня 2019 року підписав контракт з іранським клубом «Трактор Сазі».

## Кар'єра в збірній

### Юнацька збірна Ірану (U-17)
Протягом 2013-2014 років викликався до складу юнацької збірної Ірану (U-17), у футболці якої зіграв 8 матчів та відзначився 5-ма голами.

### Молодіжна збірна Ірану (U-20)
У 2014 році Амір Хоссейн Пейравані викликав Резу до молодіжної збірної країни. Представляв Іран на чемпіонаті Азії U-19, в якому Іран вийшов у півфінал та кваліфікувався на чемпіонат світу. Шекарі відзначився 3-ма голами на молодіжному чемпіонаті світу 2017 року.

### Олімпійська збірна Ірану (U-23)
У червні 2015 року Мохаммад Хакпур запросив Шекарі на тренувальний збір олімрійської збірної Ірану (U-23). У січні 2020 року взяв участь в молодіжному чемпіонаті Азії.

## Особисте життя
Народився в Тегерані.

## Статистика виступів

### Клубна
Станом на 1 червня 2019
| Клуб              | Дивізіон                 | Сезон             | Ліга  | Ліга | Кубок | Кубок | Континентальні | Континентальні | Загалом | Загалом |
| Клуб              | Дивізіон                 | Сезон             | Матчі | Голи | Матчі | Голи  | Матчі          | Голи           | Матчі   | Голи    |
| ----------------- | ------------------------ | ----------------- | ----- | ---- | ----- | ----- | -------------- | -------------- | ------- | ------- |
| «Зоб Ахан»        | Про-ліга Перської затоки | 2015–16           | 11    | 0    | 1     | 1     | 1              | 0              | 13      | 1       |
| «Зоб Ахан»        | Про-ліга Перської затоки | 2016–17           | 7     | 0    | 1     | 1     | 0              | 0              | 8       | 1       |
| «Зоб Ахан»        | Загалом                  | Загалом           | 18    | 0    | 2     | 2     | 1              | 0              | 21      | 2       |
| «Рубін» (Казань)  | Прем'єр-ліга Росії       | 2017–18           | 2     | 0    | 0     | 0     | —              | —              | 2       | 0       |
| «Рубін» (Казань)  | Прем'єр-ліга Росії       | 2018–19           | 3     | 0    | 1     | 0     | —              | —              | 4       | 0       |
| «Рубін» (Казань)  | Загалом                  | Загалом           | 5     | 0    | 1     | 0     | —              | —              | 6       | 0       |
| «Трактор Сазі»    | Про-ліга Перської затоки | 2019–20           | 15    | 0    | 1     | 0     | 0              | 0              | 16      | 0       |
| «Трактор Сазі»    | Загалом                  | Загалом           | 15    | 0    | 1     | 0     | 0              | 0              | 16      | 0       |
| Усього за кар'єру | Усього за кар'єру        | Усього за кар'єру | 38    | 0    | 4     | 2     | 1              | 0              | 43      | 2       |

## Досягнення
«Зоб Ахан»
- Кубок Ірану
  -  Володар (1): 2015/16

- Суперкубок Ірану
  -  Володар (1): 2016

«Трактор Сазі»
- Кубок Ірану
  -  Володар (1): 2019/20

«Сепаган»
- Кубок Ірану
  -  Володар (1): 2023/24

- Суперкубок Ірану
  -  Володар (1): 2024